# 馬里亞托區
7°39′N 81°0′W / 7.650°N 81.000°W
馬里亞托區（西班牙語：Distrito de Mariato），是巴拿馬的一個行政區，位於該國中西部，由貝拉瓜斯省負責管轄，始建於2001年，面積1,381.4平方公里，海拔高度1,559米，2010年人口5,296，人口密度每平方公里3.83人。